# Baden-Baden (musikgrupp)
Baden-Baden var ett band från Stockholm bestående av sex medlemmar: Stefan Edlund (sång), Anders Nylander (gitarr), Michael Blomquist (trummor), Peter Lindvall (keyboard), Hans Lindqvist (bas) och Kenneth Fridén (gitarr). 
Bandet tog sitt namn efter Baden-Baden-stolen. Blomquist, Lindvall och Fridén hade tidigare (1976–1977) spelat i dansbandet Kennix. 1988 ersattes Lindqvist, som var med och startade bandet Sha-Boom, av Martin Flodén.
Baden-Baden deltog i Melodifestivalen 1986 med Jag har en dröm, som slutade på delad sjätteplats. Låten blev dock en hit på Svensktoppen. Året därpå deltog de igen i Melodifestivalen, nu med låten Leva livet som slutade på delad sjunde plats.
Innan sina medverkanden i den svenska Melodifestivalen hade bandet gjort stor succé och vunnit tre priser på Sopotfestivalen, forna östblockets svar på Eurovision Song Contest, i Polen 1984.
Efter framgångsrika turnéer 1986 och 1987 fortsatte bandet som ett renodlat coverband och spelade med skiftande sättning under hela 1990-talet.